# Blacus transversus
Blacus transversus är en stekelart som beskrevs av Van Achterberg 1976. Blacus transversus ingår i släktet Blacus, och familjen bracksteklar. Inga underarter finns listade.